# Vacuum
Vacuum ist eine schwedische elektronische Pop-Gruppe, welche aus Mattias Lindblom (* 19. Februar 1971 in Skanör-Falsterbo, Schweden) und Anders Wollbeck (* 10. Februar 1958 in Stockholm, Schweden) besteht. Die Mitglieder arbeiten auch als Songwriting- bzw. Produzententeam zusammen.

## Bandgeschichte

### Entstehung des Projekts „Vacuum“
Ganz am Anfang wollten Alexander Bard (der Erfinder der Gruppe Vacuum) und Anders Wollbeck die zukünftige Gruppe Vacuum Cleaner nennen – eine Gruppe, die „saubere“ Musik spielen sollte. Doch zum Schluss fanden sie am passendsten die Kurzform Vacuum, da sie auf den „wissenschaftlichen“ und „progressiven“ Musikstil deutete.
Zum ersten Mal wird der Name „Vacuum“ im Jahr 1994 auf dem Cover des Albums Glory Glamour and Gold der schwedischen Pop-Gruppe Army of Lovers erwähnt. Die Songs aus diesem Album (Lit De Parade, Shine Like a Star) wurden von Vacuum produziert, obwohl die Gruppe selbst damals noch nicht existierte. Sie bestand aus zwei Mitgliedern, Alexander Bard und Anders Wollbeck. Sie schrieben Songs für Army of Lovers. Doch später hörten sie damit auf und beschlossen, etwas Neues, Ästhetisches und Wissenschaftliches zu kreieren. Es gab jedoch ein Problem: Sie hatten keine Musiker für ihr Projekt, Musiker, die live hätten singen und spielen können. Da Bard und Wollbeck keine Zeit für die Suche hatten, verwendete die Gruppe Army of Lovers die für Vacuum bestimmten Songs. Die Lieder wurden mit Gastsänger Vasa von Big Money aufgenommen und wurden zum Hit, sowohl in Schweden als auch im Ausland. In Zukunft bringt sich Vasa alias Lars-Yngve Johansson bei Vacuum ein, indem er Songs à la Illuminati zu schreiben gedenkt.

### Komplettierung der Band
Als offizielles Gründungsdatum der Gruppe Vacuum gilt der Herbst 1996. Genau in dieser Zeit verließ Alexander Bard seine Gruppe Army of Lovers und machte sich auf die Suche nach den weiteren Bandmitgliedern. In einem Club bei einer Party traf er Mattias Lindblom. Dessen starke Stimme faszinierte Bard. Er lud ihn ins Tonstudio ein, anschließend machte er ihn seiner Gruppe Ceycamore Leaves abspenstig, die kurz vor Vertragsabschluss mit einem Label stand. Danach traf er Marina Schiptjenko bei einer Fernsehshow. Nach dem Gespräch mit Schiptjenko fand er sie genau passend für Vacuum, weil sie ungefähr 15 Jahre in seiner Band namens Page Synthesizer gespielt hatte. Damit waren alle Begleitmusiker gefunden, die zusammen mit Anders Wollbeck zu arbeiten begannen.

### 1997: erstes Album
1996, bevor das Debütalbum veröffentlicht wurde, kam die erste Single I Breathe heraus. Damit landete Vacuum einen Hit in Europa, vornehmlich in Schweden. Das dazugehörige Video wurde zum „besten Video 1997“ erkoren. Die bekannten schwedischen Fernsehsender wie ZTV, TV4 und TV3 zeigten es in ihren Musiksendungen, darüber hinaus wurde Vacuum zu Interviews eingeladen.
Am 14. Februar 1997 erschien Vacuums erstes Album unter dem Namen The Plutonium Cathedral. Darauf wird ein Orchesterarrangement verwendet und Lindblom singt mit seiner starken Opernstimme. Der Musikstil weist Elemente aus Synthie-Pop und New Wave auf. Die Popularität der Gruppe nahm zu und es gab viele Livekonzerte. Einen Designer aus London beauftragten sie für ihr optisches Konzept, das fortan schwarze Kleidung, lange schwarze Fingernägel und Make-up beinhaltete. Am 20. Mai 1997 kam die zweite aus dem Album The Plutonium Cathedral ausgekoppelte Single Pride in My Religion heraus. Aufgrund des Erfolgs ging die Band auf ihre erste Europatournee.

### Vacuum im Internet
Zwischen 1997 und 1998 erschienen die ersten Internetseiten über Vacuum. Die erste, oft aktualisierte Internetseite, die News über Vacuum bekanntgab, war eine gemischte Army of Lovers/Vacuum-Seite von David Haglund. Mitte Frühjahr 1998 veröffentlichte die Tralala Company eine offizielle Vacuum-Mailingliste, welche später in „VacuumNet“ umbenannt wurde. Der Administrator war David Haglund. Danach startete er den Vacuum-Webring. Haglund spielte eine große Rolle bei der Promotion der Band im Internet.

### 1998: zweites Album
1998 folgte die Single Tonnes of Attraction und Vacuum versprach den Fans ein neues, zweites Album zu veröffentlichen. In dieser Zeit war Vacuum in Italien sehr erfolgreich. Dort wurde der Song Tin Soldiers aus dem ersten Album The Plutonium Cathedral auf einem CD-Sampler für die Radiostationen veröffentlicht. Im Februar präsentierte Vacuum den neuen Song Satyricon aus dem zweiten Album. Einen Monat später wurde eine Maxi-Single von Tonnes of Attraction veröffentlicht, doch die Veröffentlichung des Albums wurde verschoben. Auf MTV lief Vacuums Video zum Song Tonnes of Attraction so häufig, dass die Band zu den Swedish Electronic Music Awards (SEMA) eingeladen wurde.
Ein paar Monate später kam eine neue Single, Let the Mountain Come to Me, heraus. Danach brach die Band zu einer Osteuropatournee auf. Im Mai 1998 kam Vacuum nach Moskau und in die Ukraine, wo sich ihre Songs an der Spitze der Charts befanden. Nach der Tournee kehrte sie nach Schweden zurück, um das zweite Album Seance at the Chaebol zu vollenden. Die Aufnahme des Albums nahm viel Zeit in Anspruch, denn alle Songs sollten neu aufgenommen werden. Statt des Bonustracks Science of the Sacred wurde ein neues Lied namens Icaros aufgenommen. Einen großen Einfluss auf das Album übten die drei neuen Produzenten Denniz Pop, Max Martin und Jacob Schulze (die Produzenten von Ace of Base, E-Type, und Backstreet Boys), aus, die dem Material einen Popsound verpassten. Es gab kein Orchesterarrangement mehr, die Art der Texte wurde beibehalten.
In dieser Zeit kam es zu Unstimmigkeiten mit Stockholm Records, Vacuums Plattenlabel, so dass das Album Seance at the Chaebol trotz aller Bemühungen in Schweden nicht veröffentlicht wurde. Nur in ein paar Ländern (wie Russland und Italien) wurde die alte Version dieses Albums (ohne Bonustrack Icaros und mit verworfener Abmischung) veröffentlicht. Das Album hatte den größten Erfolg in Russland, so dass Seance at the Chaebol oft Russian Album genannt wird. Doch die Popularität in Osteuropa hatte eine Kehrseite für Vacuum, nämlich das Problem der Urheberrechtsverletzung.

### Osteuropäische Raubkopien
Als Vacuum in den baltischen Ländern auf Tournee ging, hatte die Band keine Ahnung vom Ausmaß der Urheberrechtsverletzungen in Osteuropa. Die Bandmitglieder konnten zunächst nicht verstehen, wie sie in den Ländern so populär sein konnten, in denen der Verkauf ihrer (Original-)CDs gerade noch 100 Exemplare betrug. In Russland, wo etwa 8 Millionen Schwarzkopien in Umlauf gebracht worden waren, klaffte die Schere zwischen Tonträgerverbreitung und Bandeinnahmen am weitesten auseinander. Dort – wie in der Ukraine – war Vacuum an der Spitze der Hitparaden.

### Alexander Bards Ausstieg
1999 verließ Alexander Bard Vacuum. Er war mehr an seinem neuen Projekt Alcazar und der Fertigstellung seines Buches interessiert, sodass er keine Zeit mehr für Vacuum hatte. Allerdings wurde Bard durch zwei Gastspieler ersetzt. Mit diesem Personal besuchte die Gruppe nochmals Russland und die Ukraine. Der Weggang Bards bedingte allerdings einen kompositorischen Stillstand, denn die Partner Wollbeck/Lindblom waren noch nicht aufeinander eingestellt. So gab es von Vacuum 1999 nur zwei neue Lieder, Tears und My Melting Mood. Zudem verstärkten sich kurz nach dem Austritt von Alexander Bard die Probleme mit Stockholm Records.

### Vertragsverlust
1999 annullierte Stockholm Records den Vertrag mit Vacuum. Der Grund dafür war wohl, dass das Label keine Perspektive für Vacuum sah. Die Band war eigentlich nur in Osteuropa sehr bekannt und das ausgerechnet durch Raubkopien. Die neue versprochene „schwedische“ Version von Seance at the Chaebol (Culture of Night) wurde von verschiedenen Firmen (Epicentre, Cheiron, Sony) produziert und wurde schließlich nur in Russland veröffentlicht. Dieses Album war eine Kompilation aus den alten Hits mit zwei neu bearbeiteten und drei ganz neuen Songs, die davor offiziell noch nie veröffentlicht worden waren. Nur My Melting Mood ist ein Resultat der Zusammenarbeit zwischen Anders Wollbeck und Mattias Lindblom.

### Beinahe-Trennung und Neubeginn
Ohne eine gute Promotion hatte das Album Culture of Night keinen großen Erfolg. Die Band hatte keine finanziellen Mittel und keine Hoffnung mehr. Später bekamen die Fans eine offizielle Nachricht von Mattias Lindblom und Marina Schiptjenko auf der VacuumNet-Seite:  “ Dear friends! Heard from David, that you are talking about a split of VACUUM. Well, it's true in one sense! We have left Stockholm Records. Why? Well, it's a long, quite boring story, but in short we disagreed on everything. That's a good reason! We are currently working on different projects and we have are not focusing on VACUUM right now except the live-shows. But we want you to know, that we have NOT split up and you will see more of us in the future. We also want to add, that if we had had a record-company, who believed in our ideas and music, we would have continued, but as things turned out we had not. We have enjoyed big-time success in Russia and Marina and I have loved every second of it and we hope to perform live soon again. We will keep in touch with David in everything, that we do, so he will keep on feeding you info.
Live gloriously,
Mattias & Marina + VACUUM crew ”
Es fanden keine weitere Liveauftritte von Vacuum statt, aber es gab ein Gerücht über die Solokarriere von Lindblom. Keiner wusste, was mit der Band geschehen werde, doch eine Firma, die an Vacuum glaubte, wurde gefunden: Die Band wurde von Subspace Communications aufgenommen. Sie kannte das Label schon, denn Schiptjenkos ehemalige Band Page steht bei diesem Label unter Vertrag. Nach einiger Zeit legte Vacuum schließlich eine neue Single vor.

### Seit 2002
Am 6. Mai 2002 wurde die neue Single Starting (Where the Story Ended) offiziell nach zwei Jahren Funkstille veröffentlicht. Die Band sprühte jetzt voller neuer Ideen. Das vorher misslungene Album Culture Of Night wurde überarbeitet und am 14. Oktober 2002 in der Bandheimat Schweden sowie anderen skandinavischen Ländern veröffentlicht. Vacuum war danach in einigen Live-Shows (Stockholm Pride 2002, Malmo Gig) zu Gast. Doch jetzt trat Lindblom ohne Schiptjenko auf. Sie hatte die Band verlassen und mit Alexander Bard die Gruppe Bodies Without Organs ins Leben gerufen.
2004 erschien die Single Fools Like Me, die eine stilistische Wandlung markierte, insbesondere bei den Texten. In den alten Liedern ging es hauptsächlich um die Wissenschaft (I Breathe, Nuclear India), Religion (Pride in My Religion), Literatur (Ulysses), doch jetzt beschrieb Vacuum mehr Gefühle, Befindlichkeiten, individuelle Innenansichten. Zur Unterstreichung dieser Verschiebung wurde der Musikclip zur zweiten Single They Do It in der psychiatrischen Anstalt Beckomberga in Stockholm mit Lindblom als suizidgefährdetem Patienten gedreht. Das komplette vierte Album Your Whole Life is Leading Up to This erschien am 20. September 2004. Daraus wurde am 6. Juni 2005 eine weitere Single, The Void, ausgekoppelt.
Zwei weitere, aber nicht vom Album stammende, Singles waren Six Billion Voices (2006) und Walk on the Sun (2007). Beide Lieder und weitere Bonustracks sind aber in die 2007 in Deutschland erschienene Version des Albums Your Whole Life is Leading Up to This integriert worden.
Im April 2008 begann Vacuum mit der Veröffentlichung einiger Lieder, die sie einige Jahre zuvor mit dem deutschen Pianisten Michael Zlanabitnig in Österreich aufgenommen hatte. Bisher sind die Lieder jedoch nur im Internet zu hören. Ein aktuelleres Stück (Where Angels Belong), das eine weitere Zusammenarbeit mit Zlanabitnig andeutete, wurde im April 2009 auf Myspace veröffentlicht – ein Hinweis des Autorengespanns Wollbeck/Lindblom dem Projekt Vacuum auch in Zukunft Bedeutung beimessen zu wollen.

## Diskografie

### Alben
- 1997: The Plutonium Cathedral (Stockholm Records)
- 1998: Seance at the Chaebol (Stockholm Records)
- 2000: Culture of Night (Universal Music Russia)
- 2002: Culture of Night (SubSpace Communications)
- 2004: Your Whole Life is Leading Up to This (SubSpace Communications)
- 2007: Your Whole Life is Leading Up to This (SubSpace Communications/ZYX Deutschland)

### Singles
- 1996: I Breathe
- 1997: Science of the Sacred
- 1997: Pride in My Religion
- 1998: Tonnes of Attraction
- 1998: Let the Mountain Come to Me
- 2000: Icaros
- 2002: Starting Where the Story Ended
- 2004: Fools Like Me
- 2004: They Do It
- 2005: The Void
- 2006: Six Billion Voices
- 2007: Walk on the Sun (nur als Download)
- 2008: Know by Now / My Friend Misery (nur als Download)
- 2009: Where Angels Belong (nur auf myspace.com)
- 2009: The Ocean (nur auf illuminatiarts.com)
- 2011: Black Angels (2011)

## Videoclips
- 1997: I Breathe
- 1997: Science of the Sacred
- 1998: Pride in My Religion
- 1998: Tonnes of Attraction
- 1998: Let the Mountain Come to Me
- 1999: Icaros
- 2002: Starting (Where the Story Ended)
- 2004: Fools Like Me
- 2004: They Do It

## Arbeit als Songwriting-/Produzententeam
Vacuum arbeitet auch als Songwriting-/Produzententeam. Mattias Lindblom steht als Writer bei Sony/ATV und Anders Wollbeck bei Universal Music Publishing unter Vertrag. Sie haben schon seit dem Jahr 2000 Songs für die folgenden Künstler und Gruppen geschrieben:
- 2000: Jerry Williams – Can't Slow Down (Album): 02. Lonely Night (Mattias Lindblom, Anders Wollbeck)

- 2002: Georgina – Georgina (Album): 10. Lustro (Wollbeck/Lindblom/DeGiorgio; polnischer Text von Zuzi W)

- 2003: Sofia Barbosa – Contrastes (Album): 04. Há dias assim (Wollbeck/Lindblom/DeGiorgio; Text von G. Daniel)

- 2003: Play – Replay (Album): 10. Two Blocks Down (Anna-Lena Margaretha Hogdahl, Mattias Lindblom, Anders Wollbeck)

- 2003: Monica Silverstrand – Monica Silverstrand (Album): 02. Shoo Shoo (Brian Hobbs, Mattias Lindblom, Anders Wollbeck)

- 2003: Shebang – So Come On (Album): 04. Cover Girl (Anders Wollbeck, Mattias Lindblom, Nina Woodford; zusätzliche Vocals von Nina Woodford, Mattias Lindblom)

- 2003: Julie – Home (Album): 04. Completely Fallen (Wollbeck/Lindblom/Woodbridge), 05. Home (Wollbeck/Lindblom/Berthelsen), 09. Running Backwards Over The Hills (Wollbeck/Lindblom/Berthe)

- 2003: Alcazar – Alcazarized (Album): 02. Celebrate The Night (Anders Wollbeck, Mattias Lindblom, Andreas Lundstedt), 09. Chemistry (Anders Wollbeck, Mattias Lindblom, Aleena), 10. Love Life (Neil Tennant, Chris Lowe; produziert von Anders Wollbeck, Mattias Lindblom; Mix von Anders Wollbeck, Mattias Lindblom; Keyboards, Programming und Gitarren von Anders Wollbeck)

- 2004: Rouge – Blá Blá Blá (Album): 9. Como Na Primeira Vez (Anders Wollbeck, Mattias Lindblom, Aleena)

- 2004: Julie – Julie (Album): 8. Also Scared

- 2004: Baschi – Gib mer ä Chance (Maxi-CD): 1. Gib mer ä Chance (Radio edit) (Wollbeck/Lindblom/Högdahl/Camenzind/Bürgin),

2. Gib mer ä Chance (instrumental version) (Wollbeck/Lindblom/Högdahl/Camenzind/Bürgin)
- 2004: Baschi – Baschi (Album): 3. Gib mer ä Chance (Wollbeck/Lindblom/Högdahl/Camenzind/Bürgin)

- 2004: Florence Joy – Consequence of Love (Maxi-CD): 1. Consequence of Love (Aleena, Anders Wollbeck, Mattias Lindblom), 2. Consequence of Love (instrumental) (Aleena, Anders Wollbeck, Mattias Lindblom), 3. Consequence of Love (extended version) (Aleena, Anders Wollbeck, Mattias Lindblom)

- 2004: Florence Joy – Hope (Album): 1. Consequence of Love (Aleena, Anders Wollbeck, Mattias Lindblom)

- 2005: Rainie Yang – Ai Mai (My Intuition) (Album)/ Original: 楊丞琳 - 曖昧 (Album): 1. 乖不乖 (Guai Bu Guai) (Anders Wollbeck, Mattias Lindblom, Olivia Nervo, Miriam Nervo)

- 2005: Alcazar – Start The Fire (Maxi-CD): 3. Nothing But The Video On (Wollbeck/Lindblom/Ågren)

- 2005: Salome - ...moji (Album): 7. Adrenalin (Anders Wollbeck, Mattias Lindblom, Nina Woodford, Connie Stadler)

- 2005: Nouveau Riche – Oh Lord (Maxi-CD): 1. Oh Lord (Radio Version) (Ulrich Bermsjo, Mattias Lindblom, Anders Wollbeck), 2. Oh Lord (Extended Radio Version) (Ulrich Bermsjo, Mattias Lindblom, Anders Wollbeck), 3. Oh Lord (Heaven Dance Version) (Ulrich Bermsjo, Mattias Lindblom, Anders Wollbeck), 4. Oh Lord (Soft Version) (Ulrich Bermsjo, Mattias Lindblom, Anders Wollbeck)

- 2005: Rachel Stevens – Negotiate With Love (Maxi-CD): Negotiate With Love (Anders Wollbeck, Mattias Lindblom, Olivia Nervo, Miriam Nervo; produziert von Wollbeck/Lindblom; Gitarren, Keyboards und Programming von Anders Wollbeck)

- 2005: Rachel Stevens – Come And Get It (Album): 5. Negotiate With Love (Anders Wollbeck, Mattias Lindblom, Olivia Nervo, Miriam Nervo; produziert von Wollbeck/Lindblom; Gitarren, Keyboards und Programming von Anders Wollbeck)

- 2006: Laura – Naked On The Inside (Album): 6. Forgiven

- 2006: Nikki Clan – Nikki Clan (Album): 10. Cómo me dejas así

- 2006: Natalia – Nada es lo que crees (Album): 10. A tí

- 2006: Fey – Faltan Lunas (Album): 9. Yo Decido

- 2006: Nouveau Riche – Hardcore Life (Maxi-CD): 1. Hardcore Life (Radio Version) (Ulrich Bermsjo, Mattias Lindblom, Anders Wollbeck), 2. Hardcore Life (Stonebridge) (Ulrich Bermsjo, Mattias Lindblom, Anders Wollbeck), 3. Hardcore Life (Stonebridge Deluxe) (Ulrich Bermsjo, Mattias Lindblom, Anders Wollbeck), 4. Hardcore Life (Erik Janson In Paris) (Ulrich Bermsjo, Mattias Lindblom, Anders Wollbeck)

- 2006: Daniel Lindström – Nån slags verklighet (Maxi-CD): 1. Nån slags verklighet (Daniel Lindström, Anders Wollbeck, Mattias Lindblom, Michael Garvin, Fredrik Berger)

- 2006: Daniel Lindström – Nån slags verklighet (Album): 5. Nån slags verklighet (Daniel Lindström, Anders Wollbeck, Mattias Lindblom, Michael Garvin, Fredrik Berger)

- 2007: JULIE – Asasara (Album): 05. Not That Song, 06. November Desember, 07. I Rise Above

- 2007: Nouveau Riche – Angels (Maxi-CD): 1. Angels (Radio edit) (Ulrich Bermsjo, Mattias Lindblom, Anders Wollbeck), 2. Angels (Soundfactory heavenly club mix) (Ulrich Bermsjo, Mattias Lindblom, Anders Wollbeck), 3. Angels (Hellbound dub mix) (Ulrich Bermsjo, Mattias Lindblom, Anders Wollbeck), 4. Angels (Soundfactory radio edit) (Ulrich Bermsjo, Mattias Lindblom, Anders Wollbeck)

- 2007: Nouveau Riche – Pink Trash (Album): 01. Wounds of Love (Mattias Lindblom, Anders Wollbeck), 02. Angels, 03. Alone Again, 04. Hardcore Life, 08. It's My Party, 09. Oh Lord (Ulrich Bermsjo, Mattias Lindblom, Anders Wollbeck)

- 2007: Girls’ Generation – Into the New World (Single) / Original: 소녀시대 - 다시 만난 세계 (Album): 2. Beginning (komponiert von Anna-Lena Margaretha Hogdahl, Mattias Lindblom, Anders Wollbeck)

- 2007: Monrose – Strictly Physical (Album): 5. What You Don't Know (Anders Wollbeck, Mattias Lindblom, Billy Mann)

- 2007: Cinema Bizarre – Final Attraction (Album): 04. Get off (Michelle Leonard, Kiko Masbaum, Mattias Lindblom, Anders Wollbeck; produziert von Wollbeck/Lindblom; Mix von Anders Wollbeck, Mattias Lindblom), 12. Heavensent (Michelle Leonard, Kiko Masbaum, Mattias Lindblom, Anders Wollbeck; produziert von Wollbeck/Lindblom; Mix von Anders Wollbeck, Mattias Lindblom)

- 2007: Tarja – I Walk Alone (Maxi-CD): I Walk Alone (single version) (Anders Wollbeck, Mattias Lindblom, Harry Sommerdahl), I Walk Alone (artist version) (Anders Wollbeck, Mattias Lindblom, Harry Sommerdahl), I Walk Alone (The Tweaker remix) (Anders Wollbeck, Mattias Lindblom, Harry Sommerdahl), I Walk Alone (The Darkroom mix) (Anders Wollbeck, Mattias Lindblom, Harry Sommerdahl), I Walk Alone (In Extremo remix) (Anders Wollbeck, Mattias Lindblom, Harry Sommerdahl)

- 2007: Tarja – My Winter Storm (Album): 01. Ite, Missa Est (Anders Wollbeck, Mattias Lindblom, Harry Sommerdahl), 02. I Walk Alone (Anders Wollbeck, Mattias Lindblom, Harry Sommerdahl), 08. Die Alive (Anders Wollbeck, Hanne Sorvaag, Mattias Lindblom, Tarja Turunen), 09. Boy And The Ghost (Jessika Lundstrom, Anine Stang, Alexander Jonsson, Mattias Lindblom, Anders Wollbeck, Tarja Turunen), 13. Our Great Divide (Anders Wollbeck, Hanne Sorvaag, Mattias Lindblom, Tarja Turunen), 17. Minor Heaven (Anders Wollbeck, Mattias Lindblom)

- 2007: Monrose – What You Don't Know (Maxi-CD): 1. What You Don't Know (Anders Wollbeck, Mattias Lindblom, Billy Mann), 2. What You Don't Know – candlelight mix (Anders Wollbeck, Mattias Lindblom, Billy Mann), 4. What You Don't Know – instrumental (Anders Wollbeck, Mattias Lindblom, Billy Mann)

- 2007: Cinema Bizarre – Escape to the Stars (Maxi-CD): 2. The Other People (Kiko Masbaum, Mattias Lindblom, Anders Wollbeck; Mix von Anders Wollbeck, Mattias Lindblom)